# 573 Recha
573 Recha este un asteroid din centura principală, descoperit pe 19 septembrie 1905, de Max Wolf.